# Hemometrija
Hemometrija je nauka o ekstrahovanju informacija iz hemijskih sistema podataka. Hemometrija je inherentno interdisciplinarna, koristeći metode koje se često koriste u osnovnim disciplinama analize podataka kao što su multivarijantna statistika, primenjena matematika i računarstvo, kako bi se tretirali problemi u hemiji, biohemiji, medicini, biologiji i hemijskom inženjerstvu. Na ovaj način odražava druge interdisciplinarne oblasti, kao što su psihometrija i ekonometrija.

## Pozadina
Hemometrija se primenjuje za rešavanje deskriptivnih i prediktivnih problema u eksperimentalnim prirodnim naukama, posebno u hemiji. U deskriptivnim primenama, svojstva hemijskih sistema se modeluju sa namerom da se nauče osnovni odnosi i struktura sistema (tj. razumevanje i identifikacija modela). U prediktivnim primenama, svojstva hemijskih sistema se modeluju sa namerom da se predvide nova svojstva ili ponašanje od interesa. U oba slučaja, skupovi podataka mogu biti mali, ali su često veliki i složeni, uključujući stotine do hiljade varijabli, i stotine do hiljade slučajeva ili zapažanja.
Hemometrijske tehnike se posebno koriste u analitičkoj hemiji i metabolomici, a razvoj poboljšanih hemometrijskih metoda analize takođe nastavlja da unapređuje stanje tehnike u analitičkoj instrumentaciji i metodologiji. To je disciplina vođena primenom, i stoga, dok se standardne hemometrijske metodologije veoma široko koriste u industriji, akademske grupe su posvećene kontinuiranom razvoju hemometrijske teorije, metoda i aplikacionom razvoju.

## Poreklo
Iako bi se moglo tvrditi da su čak i najraniji analitički eksperimenti u hemiji uključivali oblik hemometrije, opšte je poznato da se ovo polje pojavilo tokom 1970-ih kada su računari postali sve više eksploatisani za naučna istraživanja. Termin 'hemometrija' je skovao Svante Vold u aplikaciji za grant iz 1971. godine, a Međunarodno društvo za hemometriju su ubrzo nakon toga formirali Svante Vold i Brus Kovalski, dva pionira u ovoj oblasti. Vold je bio profesor organske hemije na Univerzitetu Umeo u Švedskoj, a Kovalski je bio profesor analitičke hemije na Univerzitetu Vašington, Sijetl.
Mnoge rane primene uključivale su multivarijantnu klasifikaciju, usledile su brojne kvantitativne prediktivne aplikacije, a do kasnih 1970-ih i ranih 1980-ih pojavio se širok spektar hemijskih analiza vođenih podacima i kompjuterima.
Multivarijantna analiza je bila kritičan aspekt čak i u najranijim primenama hemometrije. Podaci iz infracrvene i UV/vidljive spektroskopije se često broje u hiljadama merenja po uzorku. Masena spektrometrija, nuklearna magnetna rezonanca, atomska emisija/apsorpcija i hromatografski eksperimenti su takođe po prirodi veoma multivarijantni. Utvrđeno je da je struktura ovih podataka pogodna za korišćenje tehnika kao što su analiza glavnih komponenti (PCA), parcijalni najmanji kvadrati (PLS), ortogonalni delimični najmanji kvadrati (OPLS) i dvosmerni ortogonalni delimični najmanji kvadrati (O2PLS). Ovo je prvenstveno zato što, iako skupovi podataka mogu biti veoma multivarijantni, postoji jaka i često linearna struktura niskog ranga. PCA i PLS su se vremenom pokazali veoma efikasnim u empirijskom modelovanju hemijski interesantnije strukture niskog ranga, iskorišćavajući međusobne veze ili 'latentne varijable' u podacima i obezbeđujući alternativne kompaktne koordinatne sisteme za dalju numeričku analizu kao što su regresija, klasterovanje, i prepoznavanje obrazaca. Parcijalni najmanji kvadrati posebno su se intenzivno koristili u hemometrijskim aplikacijama mnogo godina pre nego što su počeli da nalaze redovnu primenu u drugim oblastima.
Tokom 1980-ih pojavila su se tri namenska časopisa u ovom polju: Journal of Chemometrics, Chemometrics and Intelligent Laboratory Systems, i Journal of Chemical Information and Modeling. Ovi časopisi nastavljaju da pokrivaju fundamentalna i metodološka istraživanja u hemometriji. Trenutno se većina rutinskih primena postojećih hemometrijskih metoda obično objavljuje u časopisima orijentisanim na primenu (npr. Applied Spectroscopy, Analytical Chemistry, Analytica Chimica Acta, Talanta). Nekoliko važnih knjiga/monografija o hemometriji je takođe prvi put objavljeno tokom 1980-ih, uključujući prvo izdanje Malinovskove Faktorske analize u hemiji, Šaraf, Ilman i Kovalskijeve Hemometrije, Masart et al. Hemometrija: udžbenik, i Multivarijatna kalibracija Martensa i Naesa.
Neke velike oblasti hemometrijske primene su nastavile da predstavljaju nove domene, kao što su molekularno modelovanje i QSAR, heminformatika, '-omike' polja genomike, proteomike, metabonomike i metabolomike, modelovanje procesa i analitička tehnologija procesa.
Izveštaj o ranoj istoriji hemometrije objavljen je kao serija intervjua Geladija i Esbensena.

## Tehnike

### Multivarijantna kalibracija
Mnogi hemijski problemi i primena hemometrije obuhvataju kalibraciju. Cilj je da se razviju modeli koji se mogu koristiti za predviđanje osobina od interesa na osnovu izmerenih osobina hemijskog sistema, kao što su pritisak, protok, temperatura, infracrveni, Ramanovi, NMR spektri i maseni spektri. Primeri uključuju razvoj multivarijantnih modela koji se odnose na 1) spektralni odgovor sa više talasnih dužina na koncentraciju analita, 2) molekularne deskriptore na biološku aktivnost, 3) multivarijantne uslove/stanja procesa sa atributima konačnog proizvoda. Proces zahteva skup podataka za kalibraciju ili obuku, koji uključuje referentne vrednosti za svojstva od interesa za predviđanje, i izmerene atribute za koje se veruje da odgovaraju ovim svojstvima. Za slučaj 1), na primer, mogu se prikupiti podaci iz većeg broja uzoraka, uključujući koncentracije za analit od interesa za svaki uzorak (referenca) i odgovarajući infracrveni spektar tog uzorka. Multivarijantne tehnike kalibracije kao što je parcijalna regresija najmanjih kvadrata ili regresija glavnih komponenti (i skoro bezbroj drugih metoda) se zatim koriste za konstruisanje matematičkog modela koji povezuje multivarijantni odgovor (spektar) sa koncentracijom analita od interesa, i takav model se može koristiti za efikasno predviđanje koncentracija novih uzoraka.
Tehnike u multivarijantnoj kalibraciji se često široko kategorišu kao klasične ili inverzne metode. Osnovna razlika između ovih pristupa je u tome što se u klasičnoj kalibraciji modeli rešavaju tako da su optimalni za opisivanje izmerenih analitičkih odgovora (npr. spektra) i stoga se mogu smatrati optimalnim deskriptorima, dok se u inverznim metodama modeli rešavaju tako da budu optimalni u predviđanju svojstava od interesa (npr. koncentracije, optimalni prediktori). Inverzne metode obično zahtevaju manje fizičkog znanja o hemijskom sistemu, i barem u teoriji daju superiorna predviđanja u smislu srednje kvadratne greške, i stoga inverzni pristupi imaju tendenciju da se češće primenjuju u savremenoj multivarijantnoj kalibraciji.
Glavne prednosti upotrebe multivarijantnih tehnika kalibracije su da se brza, jeftina ili nedestruktivna analitička merenja (kao što je optička spektroskopija) mogu koristiti za procenu svojstava uzorka koja bi inače zahtevala dugotrajno, skupo ili destruktivno ispitivanje (kao npr. LC-MS). Jednako je važno da multivarijantna kalibracija omogućava preciznu kvantitativnu analizu u prisustvu jakih smetnji od strane drugih analita. Selektivnost analitičke metode je obezbeđena koliko matematičkom kalibracijom, tako i analitičkim modalitetima merenja. Na primer, blisko infracrveni spektri, koji su izuzetno široki i neselektivni u poređenju sa drugim analitičkim tehnikama (kao što su infracrveni ili Raman spektri), često se mogu uspešno koristiti u kombinaciji sa pažljivo razvijenim multivarijantnim metodama kalibracije za predviđanje koncentracija analita u veoma složene matrice.

### Klasifikacija, prepoznavanje paterna, klasterovanje
Nadzirane tehnike multivarijantne klasifikacije su usko povezane sa tehnikama multivarijantne kalibracije u tome što se kalibracioni ili trening set koristi za razvoj matematičkog modela koji može da klasifikuje buduće uzorke. Tehnike koje se koriste u hemometriji su slične onima koje se koriste u drugim oblastima – multivarijantna diskriminantna analiza, logistička regresija, neuronske mreže, stabla regresije/klasifikacije. Upotreba tehnika smanjenja ranga u kombinaciji sa ovim konvencionalnim metodama klasifikacije je rutinska u hemometriji, na primer diskriminantna analiza na glavnim komponentama ili skorovi parcijalnih najmanjih kvadrata.
Porodica tehnika, koje se nazivaju modelovanje klasa ili jednoklasni klasifikatori, može da izgradi modele za pojedinačnu klasu od interesa. Takve metode su posebno korisne u slučaju kontrole kvaliteta i provere autentičnosti proizvoda.
Nenadgledana klasifikacija (takođe zvana klasterska analiza) se takođe široko koristi za otkrivanje paterna u složenim skupovima podataka, a opet mnoge od osnovnih tehnika koje se koriste u hemometriji su zajedničke drugim oblastima kao što su mašinsko učenje i statističko učenje.

### Multivarijantna rezolucija krive
U hemometrijskom žargonu, rezolucija multivarijantne krive nastoji da dekonstruiše skupove podataka sa ograničenim ili odsutim referentnim informacijama i znanjem o sistemu. Neke od najranijih radova na ovim tehnikama su obavili Loton i Silvestre tokom ranih 1970-ih. Ovi pristupi se takođe nazivaju samomodelujuća analiza smeše, slepo razdvajanje izvora/signala i spektralno razdvajanje. Na primer, iz skupa podataka koji sadrži spektre fluorescencije iz serije uzoraka od kojih svaki sadrži višestruke fluorofore, metode rezolucije multivarijantne krive mogu se koristiti za izdvajanje spektra fluorescencije pojedinačnih fluorofora, zajedno sa njihovim relativnim koncentracijama u svakom od uzoraka, esencijalno razdvajajući ukupni spektar fluorescencije u doprinose pojedinačnih komponenti. Problem je obično loše određen zbog rotacione dvosmislenosti (mnoga moguća rešenja mogu ekvivalentno da predstavljaju izmerene podatke), te je primena dodatnih ograničenja uobičajena, kao što su nenegativnost, unimodalnost ili poznati međusobni odnosi između pojedinačnih komponenti (npr. kinetička ograničenja ili ograničenja ravnoteže mase).

### Druge tehnike
Dizajn eksperimenta ostaje ključna oblast proučavanja hemometrije i nekoliko monografija je posebno posvećeno eksperimentalnom dizajnu u hemijskim primenama. Značajni principi eksperimentalnog dizajna su široko prihvaćeni u hemometrijskoj zajednici, iako su mnogi složeni eksperimenti čisto opservacioni i može biti malo kontrole nad svojstvima i međusobnim odnosima uzoraka i svojstava uzorka.
Obrada signala je takođe kritična komponenta skoro svih hemometrijskih aplikacija, posebno upotrebe predtretmana signala za kondicioniranje podataka pre kalibracije ili klasifikacije. Tehnike koje se obično koriste u hemometriji često su usko povezane sa onima koje se koriste u srodnim oblastima. Prethodna obrada signala može uticati na način na koji se mogu tumačiti rezultati konačne obrade podataka.
Karakterizacija performansi i zasluge Kao i većina oblasti u fizičkim naukama, hemometrija je kvantitativno orijentisana, tako da je značajan naglasak stavljen na karakterizaciju performansi, izbor modela, verifikaciju i validaciju i vrednosti zasluga. Performanse kvantitativnih modela se obično specificiraju pomoću srednje kvadratne greške u predviđanju atributa od interesa i performansi klasifikatora kao parova pravih pozitivnih stopa/lažno pozitivnih stopa (ili pune ROC krive). Nedavni izveštaj Olivijerija i dr. pruža sveobuhvatan pregled vrednosti i procene nesigurnosti u multivarijantnoj kalibraciji, uključujući multivarijantne definicije selektivnosti, osetljivosti, SNR i procene intervala predviđanja. Odabir hemometrijskog modela obično uključuje upotrebu alata kao što je ponovno uzorkovanje (uključujući butstrap, permutaciju, unakrsnu validaciju).
Multivarijantna statistička kontrola procesa (MSPC), modelovanje i optimizacija predstavljaju značajan udeo istorijskog razvoja hemometrije. Spektroskopija se uspešno koristi za onlajn praćenje proizvodnih procesa već 30–40 godina, a ovi podaci procesa su veoma podložni hemometrijskom modelovanju. Konkretno u smislu MSPC, višesmerno modelovanje šaržnih i kontinuiranih procesa je sve češće u industriji i ostaje aktivna oblast istraživanja u hemometriji i hemijskom inženjerstvu. Procesna analitička hemija kako je prvobitno nazvana, ili noviji termin procesna analitička tehnologija nastavlja da se u velikoj meri oslanja na hemometrijske metode i MSPC.
Višesmerne metode se u velikoj meri koriste u hemometrijskim primenama. Ovo su proširenja više korišćenih metoda višeg reda. Na primer, dok je analiza tabele (matrice ili niza drugog reda) podataka rutinska u nekoliko polja, višesmerne metode se primenjuju na skupove podataka koji uključuju treći, četvrti ili više redove. Podaci ovog tipa su veoma česti u hemiji, na primer sistem tečne hromatografije/masene spektrometrije (LC-MS) generiše veliku matricu podataka (vreme elucije u odnosu na m/z) za svaki analizirani uzorak. Podaci u više uzoraka stoga sadrže kocku podataka. Modelovanje serijskog procesa uključuje skupove podataka koji imaju vreme u odnosu na promenljive procesa u odnosu na broj serije. Višesmerne matematičke metode koje se primenjuju na ove vrste problema uključuju PARAFAC, trilinearnu dekompoziciju i višesmernu PLS i PCA.

## Literatura
- Beebe, K. R.; Pell, R. J.; Seasholtz, M. B. (1998). Chemometrics: A Practical Guide. Wiley.
- Brereton, R. G. (2007). Applied Chemometrics for Scientists. Wiley. ISBN 978-0-470-01686-2.
- Brown, S. D.; Tauler, R.; Walczak, B., ур. (2009). Comprehensive Chemometrics: Chemical and Biochemical Data Analysis. 4 volume set. Elsevier.
- Gemperline, P. J., ур. (2006). Practical Guide to Chemometrics (2nd изд.). CRC Press.
- Kramer, R. (1998). Chemometric Techniques for Quantitative Analysis. CRC Press.
- Maeder, M.; Neuhold, Y.-M. (2007). Practical Data Analysis in Chemistry. Elsevier.
- Mark, H.; Workman, J. (2007). Chemometrics in Spectroscopy. Academic Press-Elsevier.
- Martens, H.; Naes, T. (1989). Multivariate Calibration. Wiley.
- Massart, D. L.; Vandeginste, B. G. M.; Deming, S. M.; Michotte, Y.; Kaufman, L. (1988). Chemometrics: A Textbook. Elsevier.
- Otto, M. (2007). Chemometrics: Statistics and Computer Application in Analytical Chemistry (2nd изд.). Wiley-VCH.
- Vandeginste, B. G. M.; Massart, D. L.; Buydens, L. M. C.; De Jong, S.; Lewi, P. J.; Smeyers-Verbeke, J. (1998). Hand book of Chemometrics and Qualimetrics: Part A & Part B. Elsevier.

## Spoljašnje veze
- „An Introduction to Chemometrics (archived website)”. Архивирано из оригинала 26. 08. 2013. г. Приступљено 05. 09. 2024.
- IUPAC „Glossary for Chemometrics”. Архивирано из оригинала 28. 06. 2011. г. Приступљено 05. 09. 2024.
- „Homepage of Chemometrics, Sweden”. Архивирано из оригинала 20. 01. 2016. г. Приступљено 05. 09. 2024.
- „Homepage of Chemometrics (a starting point)”. Архивирано из оригинала 09. 01. 2019. г. Приступљено 05. 09. 2024.
- „Chemometric Analysis for Spectroscopy”. 22. 8. 2008. Архивирано из оригинала 06. 10. 2011. г. Приступљено 05. 09. 2024.
- „General resource on advanced chemometric methods and recent developments”. Архивирано из оригинала 22. 09. 2017. г. Приступљено 05. 09. 2024.